# Constant Hansen
Constant Jacob Hansen (Vlissingen, 4 oktober 1833 - Brasschaat, 14 april 1910) was een Vlaams schrijver, leerkracht, bibliothecaris en journalist en een lid van de Vlaamse Beweging. Zijn vader was van Deense afkomst, zijn moeder was Zeeuwse.
Als kind al kwam hij in Antwerpen wonen alwaar hij in 1859 adjunct-stadsarchivaris werd. Dat was hij slechts twee jaren, waarna hij als vertaler zijn geld verdiende. In 1863 nam hij weer dienst bij de gemeente en werd er later stadsbibliothecaris.
Daarnaast publiceerde hij werken die meer en meer over het Nederduits, het Diets, het Nederlands, de etymologie van die drie talen, Heel-Nederland en de Nederduitse beweging gingen. Hij ontwierp een synthese tussen de drie talen, al snel ontmaskerd als Middelnederlands met een zo Duits mogelijke spelling. Dat was niet vreemd: het doel van Hansen lag parallel aan dat van de Nederduitse beweging van destijds, waarvoor hij een lingua franca trachtte te ontwikkelen. Zijn ideeën vonden nauwelijks aanhang of aandacht.
In zijn latere jaren raakte hij betrokken bij het Algemeen-Nederlands Verbond, dat hij een gebrek aan pangermanistische visie verweet en al snel weer verliet.
Zijn denkbeelden waren van invloed op Jan Derk Domela Nieuwenhuis Nyegaard en daarmee later op Pieter Geyl. Een enkeling in extreemrechtse kring hangt de ideeën nog aan.
De hedendaagse Nederduitse beweging vanuit kringen rondom de Partij voor het Noorden kent de ideeën een hoog romantisch gehalte maar weinig realiteitszin toe.